# Яра Бенеш
Яра Бенеш (чеськ. Jára Beneš; ; 5 червня 1897, Прага — 10 квітня 1949, Відень) — чеський співак, актор, керівник групи та композитор, один із найвідоміших музикантів Першої Чехословацької республіки. Він був виконавцем або автором ряду відомих пісень, особливо опереткових.

## Біографія

### Молодість
Народився у Празі, від народження мав ім'я Ярослав Бенеш. Після закінчення загальноосвітньої школи та гімназії, на прохання батьків, він недовго навчався в Чеському технічному університеті в Празі. Потім закінчив освіту через приватне навчання.

### Кар'єра
У 1920 році почав працювати капельмейстером оркестру та композитором у Бухаресті, а в другій половині 1920-х років прийняв аналогічну посаду у празькому мюзик-холі на Виноградах (Vinohradská zpevohra). Пізніше він почав використовувати домашню форму свого імені Яра Бенеш.
Він присвятив себе створенню сценічної музики, написав ряд оперет або пісень для оперет, деякі з яких пізніше були екранізовані режисерами Сватоплуком Іннеманном, Карелом Ламачем або Володимиром Славінським.
Вже з 1930 року він також писав кіномузику, за свою кар'єру він створив музику до понад 40 фільмів. Він також працював як актор і співак оперети, а також записував пісні на грамплатівки. Працював диктором і музикантом у «Чехословацькому радіожурналі» (пізніше «Чехословацьке радіо Прага»). Також зіграв кілька другорядних ролей у кіно, переважно співучих музикантів або піаністів.
Під час німецької окупації та проголошення протекторату Богемії та Моравії він співпрацював з німецькою окупаційною владою, щоб продовжити свою роботу. Останнім його фільмом, до якого його запросили як автора музики, стала комедія 1941 року «Přednosta stancije» з Властою Буріаном у головній ролі.
Після закінчення Другої світової війни, побоюючись судового переслідування за співпрацю з нацистами, він емігрував до Відня, де ненадовго займався музикою до самої смерті.
Помер 10 квітня 1949 року у Відні у віці 51 року.

## Твори

### Музика до кіно (вибірка)
- Імператорський і королівський фельдмаршал (1930)
- Бравий солдат Швейк (1931)
- Ви не знаєте Хадімршку (1931)
- Антон Шпелец, снайпер (1932)
- Соловей на службі у Шерлока Холмса (1932)
- Ревізор (1933)
- Андула Вон (1938)
- Перевага станції (1941)

### Оперети (вибірка)
- Парижанка (1933)
- З пекла щастя (1934)
- Вулиця (1936)
- На тому зеленому лузі (1935)
- За нашою халупою (1938)
- Біла орхідея (1943)